# Anker Rogstad
Anker Rogstad (ur. 8 stycznia 1925, zm. 5 października 1994 w Oslo) – norweski pisarz, autor powieści kryminalnych.
Rogstad urodził się w Oslo jako syn mistrza stolarskiego. W czasie II wojny światowej wszedł w kontakt ze środowiskiem, które dla zysku prowadziło działalność nielegalną czy wręcz przestępczą. W 1942 r. podczas próby ucieczki do Szwecji śmiertelnie postrzelił norweskiego policjanta. Ostatecznie przedostał się do Wielkiej Brytanii, gdzie w dywizjonie 333 (złożonym z ochotników norweskich) służył jako technik naziemny przy samolotach Mosquito. Do Norwegii wrócił pod koniec lat 40.
Ze względu na przestępcze powiązania i działalność kryminalną (jako "kasiarz") Rogstad został w połowie lat 50. skazany na osiem lat więzienia. Podczas pobytu w więzieniu napisał opartą na swych życiowych doświadczeniach powieść Etterlyst (1956). Jest to utwór o sensacyjnej fabule, którego bohater, Arne Rognes, doświadcza podobnych perypetii życiowych jak sam Rogstad: wchodzi na drogę przestępstwa i kończy w więzieniu. Książka została przychylnie przyjęta przez krytykę literacką.
Do pisania Rogstad wrócił pod koniec lat 60. Napisał dziesięć powieści mieszczących się w konwencji kryminału bądź thrillera, w których wykorzystał swoje doświadczenia życiowe. Wydana w 1974 r. powieść Rogstada pt. Lansen, wyróżniona została Nagrodą Rivertona za najlepszą norweską powieść kryminalną roku.

## Dzieła
- 1956 - Etterlyst
- 1969 - Jurister i kasjotten
- 1973 - Kidnapperen
- 1974 - Lansen
- 1975 - Hevnen
- 1976 - Skytsenglene
- 1981 - Rabies
- 1986 - Ærens pris
- 1987 - Mosquito. Mosquito. Spenningsroman om Mosquito-flyvernes operasjoner på norskekysten under krigen
- 1993 - Flommen